# Särskilda operationsgruppen
Särskilda operationsgruppen (SOG) är en del av Försvarsmaktens specialförband (FM SF) och har verkat sedan 2011. Förbandet är förlagt inom Karlsborgs garnison i Karlsborg.

## Historik
Särskilda operationsgruppen bildades 2011 genom en sammanslagning av tidigare specialförband; Särskilda skyddsgruppen (SSG) och Särskilda inhämtningsgruppen (SIG). Embryot till Särskilda operationsgruppen går att spåra ifrån  Fallskärmsjägarbefälspatrullerna från Fallskärmsjägarskolan (FJS) och Jägarbefälsgrupperna från Livregementets husarer (K 3) i Karlsborg. Särskilda operationsgruppen är ett av få specialförband i världen som är öppen för kvinnor, där Petra Malm blev första kvinna som antogs till det svenska militära specialförbandet.

## Utbildning
Särskilda operationsgruppen (SOG) rekryterar soldater och officerare från hela Försvarsmakten. Uttagningen genomförs årligen under våren och följs av en grundkurs samt vidare specialistutbildning. Kraven är högre än för de flesta andra förband och bortfallet bland sökande är mycket stort.

### Rekrytering och grundkrav
De fysiska kraven mäts genom det standardiserade fystestet FM Baskrav, som används i hela Försvarsmakten. Testet har olika nivåer, där SOG tillhör den högsta (nivå D) tillsammans med röjdykarna, kustjägarna, Fallskärmsjägarna, bordningstroppen och Arméns jägarbataljon. Utöver detta ingår ett stort antal kompletterande tester med helt andra krav.

### Uttagning
Uttagningen (UT) pågår i 2–3 veckor och består av två huvuddelar:
- Fältperiod – prövning av uthållighet, samarbetsförmåga, fysisk och psykisk styrka samt soldatmässiga färdigheter.
- Medicinska och psykologiska tester – bedömning av bland annat kreativitet, omdöme och personlig mognad.

Endast cirka 10 % av de sökande godkänns och erbjuds plats på grundkursen.

### Grundkurs
Grundkursen för befattningen specialförbandsoperatör är tolv månader och består av tre delar:
- Grundläggande strid
- Förmågespecifik utbildning
- Befattningsutbildning

Alla operatörer genomgår grundläggande utbildning i fallskärmshoppning och dykning. Detta ger en bredare kompetensbas än hos vanliga soldater.

### Patruller och roller
Efter grundkursen placeras operatören i en patrull om fyra personer:
- Gruppchef
- Signalist
- Sjukvårdare
- Fältarbetare/forcerare

### Specialfunktioner
Utöver patrullrollerna finns flera specialistfunktioner:
- Prickskytt
- Eldledare/flygkoordinator (JTAC)
- Ammunitionsröjningsexpert (EOD/IEDD)
- Insatssjuksköterska

Funktionerna JTAC, EOD och insatssjuksköterska ingår i befattningen understödsoperatör. Rekryteringen sker på samma sätt som för specialförbandsoperatörer, men med delvis andra krav och grundkurs innan specialutbildning.

### Specialiseringar
Utöver patrull- eller funktionsspecialiteten har operatörer ofta:
- Innästlingspecialitet – exempelvis kvalificerad stridsdykning eller kvalificerad fallskärmshoppning (HALO/HAHO).
- Uppgiftsinriktning – antingen strid (Direct Action) eller underrättelseinhämtning (Special Reconnaissance).[8][9]

### Utrustning och beväpning
För att lösa sina uppgifter har specialförbanden annan utrustning än övriga Försvarsmakten, specifikt anskaffad för att uppfylla förbandets krav. Särskilt utmärkande för SOG är att operatörerna oftast bär Multicam-uniformer, en bred variation av västar och plattbärare, högt skurna ballistiska hjälmar, andra bildförstärkare samt andra automatkarbiner än övriga Försvarsmakten.
Förbandet nyttjar i huvudsak automatkarbiner från amerikanska LWRCI. Varje operatör är utbildad på två automatkarbiner, en i 5.56 och en i 7.62. Utöver karbiner så nyttjas även andra variationer av de granatgevär och kulsprutor som finns i Försvarsmakten. Operatörerna bär pistoler från Glock, som även är Försvarsmaktens standardpistol.

## Organisation
Särskilda operationsgruppen (SOG) utgör tillsammans med Specialförbandsledningen (SFL) Försvarsmaktens specialförband (FM SF). Kärnförbandet inom specialförbandssystemet är SOG. Utöver detta finns stödjande specialoperationsförbandsenheter (FM SOF) som är särskilt uttagna, utbildade och utrustade stödförband till SOG.
SOG består av två så kallade insatsenheter (IE). IE1 fokuserar på stridsuppgifter (Direct Action) och IE2 fokuserar på underrättelseinhämtning (Special Reconnaissance). IE2 utgörs framförallt av underrättelseoperatörer, kraven på den befattningen är något lägre än de på specialförbandsoperatörerna. Flera kvinnor har tjänstgjort som underrättelseoperatörer.    
En patrull utgör grunden för insatsförbandet. Patrullen består av fyra operatörer; en patrullchef, en signalist, en fältarbetare/forcerare och en sjukvårdare. Tre patruller utgör en tropp som leds av en chef och en ställföreträdande chef. En tropp kan förstärkas med specialister, till exempel prickskyttar, flygkoordinatorer (JTAC), eldledare och experter på spräng- och försåtsladdningar (EOD/IEDD).

## Verksamhet
Särskilda operationsgruppen (SOG) används främst i internationella insatser. Förbandets huvuduppgifter är:
- Strid (Direct Action) – exempelvis att bekämpa viktiga mål, frita gisslan, genomföra undsättning (Personnel Recovery), bordning och att inhämta tidskritiska underrättelser genom strid.
- Underrättelseinhämtning (Special Reconnaissance) – att samla information om verksamheter, personer eller objekt som har strategisk eller operativ betydelse. Detta kan ske genom kvalificerad fjärrspaning på stort djup.
- Militärt stöd (Military Assistance) – att ge utbildning och rådgivning till andra länders militär- eller säkerhetsstyrkor inom internationella insatser, eller att nationellt stödja svenska förband, till exempel hemvärnet, med att leda in eld från flygunderstöd eller artilleri.[14][8]

Specialförbanden löser uppgifter som har militärstrategisk eller operativ betydelse och som inte kan genomföras av konventionella förband eller vapensystem.

### Beredskap och insatsområde
SOG har hög beredskap och kan snabbt sättas in inom en radie på 600 mil från Bryssel. Operatörerna är utbildade för att verka i öken-, djungel-, subarktiska- och stadsmiljöer.  
Insatser sker efter begäran från FN eller EU och måste godkännas på politisk nivå.

### Inrikes uppdrag
Sedan juni 2006 ger lagstiftning Försvarsmakten rätt att stödja polisen (Nationella insatsstyrkan) vid inrikes terroristbekämpning.  
Operatörer har utbildats för att ha polismans befogenhet i samband med insatser mot terrorism. Förbandet har även deltagit i hemliga operationer inom Sverige.

### Internationella insatser
Sedan bildandet har SOG deltagit i flera internationella uppdrag, bland annat:
- Afghanistan – militärt stöd och insatser tillsammans med afghansk polis för att gripa högt uppsatta talibanledare. Under insatsen uppges några dussin motståndsmän ha dödats.[6]
- Kongo-Kinshasa
- Tchad
- Centralafrikanska republiken
- Irak – stöd till kurdiska Peshmerga i Erbil inom Operation Inherent Resolve.[16]

Sedan 2021 ingår förbandet i den franskledda Task Force Takuba i Mali. Uppdraget omfattar en helikopterburen snabbinsatsstyrka med element ur SOG och tre Helikopter 16.
SOG deltog även vid evakueringen från Kabul i augusti 2021, där operatörer stödde utrikesdepartementet och Migrationsverket på Hamid Karzais internationella flygplats.

### Ledning
SOG lyder under insatsledningen, som är direkt underställd överbefälhavaren.

## Heraldik och traditioner

### Symboler
I förbandets heraldiska vapen ville man inte associera till rötterna i fallskärmsjägar-, spanings- och underrättelseförband. Efter en utdragen handläggning i Försvarets traditionsnämnd fastställdes vapnet 2011 med följande blasonering: I svart fält en sexuddig stjärna av silver i övre dexter hörn. Skölden krönt med kunglig krona och lagd över ett stolpvis ställt svärd av guld. Den asymmetriska kompositionen syftar på begreppet "asymmetrisk strid", och svärdet på att förbandet är försvarsmaktsgemensamt. Vapnet ska symbolisera förbandets förmåga att angripa olika problem, att arbeta med effektivitet och precision samt att verka dolt.
Förbandets fälttecken överlämnades den 30 januari 2015 av kung Carl XVI Gustaf. Det baseras på det heraldiska vapnet men har formen av en dragonfana: en svart tvåflikig duk med guldfrans och en sexuddig stjärna i övre hörnet närmast stången.
Utbildningstecknet, som bärs på uniformen av alla operatörer, består av en bevingad fornnordisk huggkniv (sax) med en asymmetriskt placerad sexuddig stjärna.[källa behövs] Till uniformen hör även olivgrön basker med broderat baskermärke; SOG och Specialförbandsledningen är de enda enheter inom Försvarsmakten som inte har baskertecken av metall.